# Juke Boy Bonner
Weldon H. Philip Bonner, bekannt als Juke Boy Bonner (* 22. März 1932 in Bellville, Texas; † 29. Juni 1978 in Houston, Texas), war ein Afroamerikanischer Blues-Sänger, -Gitarrist und -Mundharmonikaspieler („The One Man Trio“).
Weldon Bonner begann bereits als Teenager, Gitarre zu spielen. 1947 gewann er einen Talentwettbewerb in Houston, der ihm einen Auftritt bei einem örtlichen Radiosender verschaffte. 1956 reiste er nach Oakland, wo er eine erste Schallplattenaufnahme auf Bob Geddins’ Plattenlabel Irma mit Lafayette „Thing“ Thomas an der Lead-Gitarre machte („Rock with Me Baby“/„Well Baby“). Als Nächstes nahm er 1960 für Eddie Shulers Goldband Records mit Katie Webster am Piano auf, aber auch hieraus resultierte kein wirklich durchschlagender Erfolg.
Erst als Mitte der 1960er Jahre der Herausgeber der britischen Blues-Zeitschrift Blues Unlimited, Mike Leadbitter, auf ihn aufmerksam wurde und 1967/68 eine Single auf dem gleichnamigen Label sowie eine erste eigene Langspielplatte auf Flyright Records lancierte, begann für ihn eine internationale Karriere mit Auftritten in den Vereinigten Staaten, Großbritannien und Kontinental-Europa (zum Beispiel auf dem American Folk Blues Festival 1969).
Seine besten Aufnahmen entstanden in den späten 1960er Jahren aus Gedichten, die er während seiner zahlreichen Krankenhausaufenthalte schrieb und anschließend vertonte (Ghetto Poet). Sie wurden vor allem auf Chris Strachwitz’ Arhoolie Records und Bruce Bastins Flyright Label veröffentlicht.
Juke Boy Bonner starb im Jahre 1978 an Leberzirrhose.

## Diskographie
- 1965 Louisiana Blues Storyville (8 Tracks von Juke Boy Bonner)
- 1967 One Man Trio  Flyright (UK)
- 1968 Going Back to the Country  Arhoolie
- 1969 The Struggle  Arhoolie
- 1969 Things Ain’t Right  Sequel (UK)
- 1972 The Legacy Of The Blues Vol. 5 Sonet
- 1980 Adventures of Juke Boy Bonner in Authentic City  Collectables Records
- 1981 Last Live Recording Lunar
- 1989 The Texas Blues Troubadour Home Cooking
- 1989  They Call Me "Juke Boy" ACE
- 1991 American Folk Blues Festival ’69  L & R Music/Records
- 1991 Juke Boy Bonner 1960-1967 Flyright
- 2004 Ghetto Poet Arhoolie
- 2004 Nowhere to Run Sbf
- 2006 The Sonet Blues Story Verve
- 2007 Things Ain´t Right-1969 London Sequel
- 2009 Life Gave Me a Dirty Deal Arhoolie